# Sibiu
|  | Aquest article tracta sobre la ciutat. Vegeu-ne altres significats a «Sibiu (desambiguació)». |

Sibiu (en alemany Hermannstadt, en hongarès Nagyszeben) és la capital de la província de Sibiu (Romania). És el centre cultural dels saxons de Transsilvània i comparteix un vincle molt estret i fort amb la ciutat de Brașov.
En l'actualitat, més del 95% dels habitants són romanesos, els hongaresos i els alemanys són dues importants minories. Tot i això, l'alcalde de la ciutat entre 2000 i 2014 i actual president de Romania, Klaus Johannis, és d'origen germànic.
La ciutat té un aeroport internacional (amb el codi IATA SBZ), amb connexions diàries amb Bucarest, Itàlia i Alemanya.
L'any 2007 Sibiu va compartir amb Luxemburg el títol de Capital Europea de la Cultura, fet pel qual la ciutat fou escenari d'importants mostres culturals de tota classe. Sibiu té un centre històric medieval molt interessant i ben conservat que l'any 2004 va ser proposat pel govern romanès com a candidat a ser considerat Patrimoni de la Humanitat.

## Història
Sibiu al llarg del temps, com a ciutat que ha format part del principat de Transsilvània, ha estat integrada al Regne d'Hongria, a l'Imperi Austríac dels Habsburg i a l'Imperi Austrohongarès fins a integrar-se l'any 1919 al Regne de Romania. Alguns dels esdeveniments més importants de la història local han estat:

### Esdeveniments de caràcter internacional
- 1671 Molt a prop de Sibiu es localitza un jaciment de gas metà.
- 1782 El químic Franz Joseph Müller descobreix al seu taller de Sibiu el telur.
- 1795 S'instal·la a la ciutat el parallamps més antic de tot el Sud-est europeu.
- 1797 Samuel Hahnemann crea a Sibiu el primer laboratori d'homeopatia del món.
- 1852 Surt publicat a la ciutat el, (en català el Telègraf Romanès), que actualment encara es publica, esdevenint així el més antic diari del Sud-est europeu.
- 1896 Sibiu és la primera ciutat on s'instal·len les primeres línies de corrent elèctric de la meitat oriental d'Europa.

### Esdeveniments de caràcter romanès

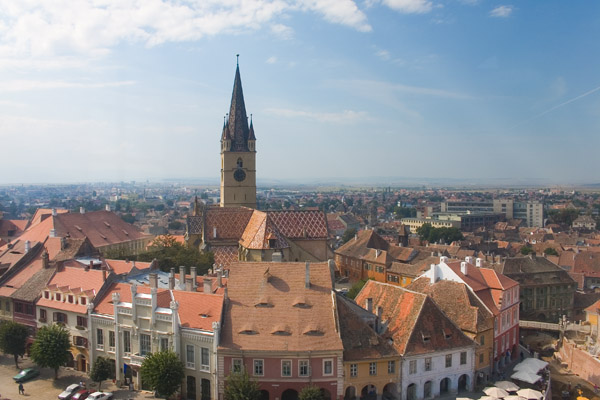
Vista aèria del centre de Sibiu

- 1292 S'instal·la a Sibiu el primer hospital de Romania
- 1380 Està documentada la primera escola de Romania
- 1494 S'obre a la ciutat la primera farmàcia de Romania
- 1534 S'obre el primer molí paperer de Romania
- 1544 S'edita a Sibiu el primer llibre en llengua romanesa.
- 1817 S'inaugura a Sibiu el museu Brukenthal, el primer museu de Romania.
- 1859 Es construeix a la ciutat el primer pont de ferro de Romania.
- 1875 S'instal·la a Sibiu la primera fàbrica de cotxes de Transsilvània.
- 1895 S'inaugura el museu d'Història natural.
- 1896 Es construeix a Sibiu la primera central elèctrica de Romania.
- 1904 Sibiu és la segona ciutat europea en instal·lar tramvia elèctric.
- 1928 S'inaugura el primer parc zoològic de Romania.
- 1989 Els ciutadans de Sibiu són els primers a tota Romania que secunden l'acció dels revolucionaris de Timişoara oposant-se al règim dictatorial de Nicolae Ceauşescu.
- 2007 Sibiu esdevé conjuntament amb Luxemburg Capital Europea de la Cultura.

## Fills il·lustres
- Karl Filtsch (1830-1845) violinista
- Ion Dimitrescu (1913-1996) compositor musical.